# Vitali Gussev
Vitali Gussev, född 16 mars 1983 i Tartu i dåvarande Sovjetunionen, är en estländsk fotbollsspelare som spelar för Maardu Linnameeskond. I Sverige är han främst känd för att ha representerat Trelleborgs FF och Enköpings SK.

## Fotbollskarriär

### 2000-2002: Genombrott i hemlandet
Gussev gick som ung på Tartus fotbollsskola. Hans klubb Tammeka Tartu fokuserade fram till 1999 enbart på ungdomsfotboll men inför 2000 skaffade klubben ett A-lag som började spela i region syd i Estlands femtedivision, III liiga. Gussev gavs chansen i A-laget och tog den, han vann den säsongen skytteligan med 22 mål, samtidigt som klubben gick upp en nivå i seriesystemet. Säsongen därpå började han spela med Maardu FS Junior och efter en stark vår fick han efter sommaren möjlighet att spela för TVMK i Meistriliiga, den estniska högstaligan. Sitt första mål för TVMK gjorde han mot Kuressaare i en 7-1-seger. Det blev under 2001 ytterligare två mål under debutsäsongen i Meistriliiga. Efter säsongen flyttade han till ligakonkurrenten Trans Narva. Flytten blev inte någon större succé, Gussev mäktade med två mål i Meistriliiga 2002 medan han samma säsong i enstaka matcher lånades ut till hemstadens Merkuur Tartu, då hemmahörande i andradivisionen Esiliiga.

### 2002-2011: Utlandskarriär och tillfälliga återkomster

#### Flytt till Skåne
Gussev kom till Trelleborgs FF sommaren 2002, när klubben huserade i Superettan. Samtidigt kom landsmannen tillika klubbkamraten från Narva, Andrei Tjunin, till TFF. Gussev debuterade mot Brage på Vångavallen och gjorde mål i debutmatchen. Matchen därpå nätade han två gånger om mot Sylvia. Efter sex mål på nio superettanmatcher röstades Gussev av Trelleborgs Allehandas läsare fram till årets TFF-spelare.
Säsongen därpå led Gussev av uttänjda ligament i vänster knä samtidigt som Tjunin hindradres från spel på grund av samma åkomma. Det blev därför begränsad speltid för de två esterna, Trelleborg lyckades det till trots kvalificera sig för Allsvenskan 2004. Gussev debuterade i Allsvenskan mot de regerande mästarna Djurgården och räddade en poäng åt TFF med ett mål i slutminuterna, matchen slutade 2-2. Målet till trots var matchen den första av blott två Gussev medverkade i under Allsvenskans vårsäsong. Sommaren 2004 ryktades att både Gussev och Tjunin, som inte heller fick mycket speltid, var aktuella för en återkomst till Merkuur Tartu och bägge beslutade sig så småningom för att flytta hem då de föredrog spel i Estland över bänknötande i Trelleborg.

#### Litauen, Tartu och Enköping

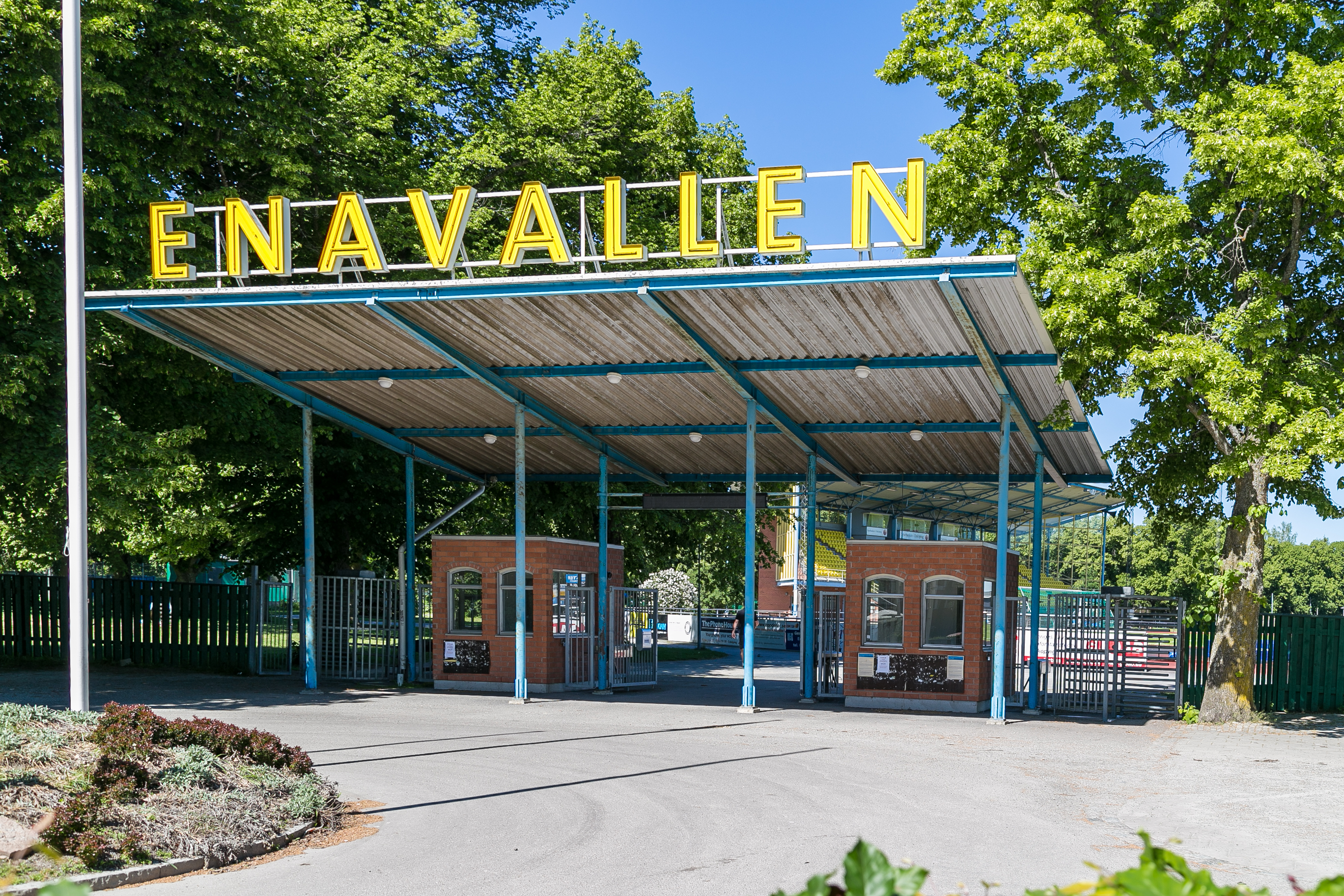
Enavallen, i två år Vitali Gussevs hemmaplan.

Till 2005 flyttade Gussev till FBK Kaunas i den litauiska ligan. Efter att ha gått mållös i åtta ligamatcher bytte han klubb inom landet till FK Atlantas, för dem gjorde han två mål på lika många matcher.
Efter ett år i Litauen skrev Gussev för tredje gången på för Merkuur, som då bytt namn till JK Maag Tartu. Han fick fart på sitt målskytte och stod på 18 mål när säsongen var över, han delade sjätteplatsen i skytteligan med sin bror Vladislav som gjort lika många mål för TVMK.
Nära slutet på 2006 offentliggjordes att Gussev kom tillbaka till svensk fotboll. Han anslöt till Enköpings SK inför säsongen 2007 då klubben var nyuppflyttade till Superettan. Han tränades i Enköping av Bosse Petersson och Jesper Blomqvist. Gussev spelade regelbundet båda säsongerna men målskyttet kom inte igång, det blev två mål vardera säsong och efter att klubben slutat näst sist i Superettan 2008 lämnade han Enköping och Sverige.

#### Succésäsong 2009 och flytt till Rumänien
Efter säsongerna i Enköping återkom Gussev 2009 till Meistriliiga och skrev då på för Levadia Tallinn. Det blev en succéartad säsong för både Gussev och Levadia. Klubben vann ligan 21 poäng före andraplacerade Sillamäe Kalev och Gussev vann skytteligan med 26 mål. Därtill fick Gussev under 2009 debutera för det estniska landslaget, i en 0-1-förlust mot Wales. Det skulle komma att bli hans enda A-landskamp.
Framgången med Levadia väckte intresse i Rumänien där FC Astra Giurgiu som skrev ett kontrakt på tre och ett halvt år med Gussev. Han debuterade för Astra mot FC Brașov den 28 februari 2010. Tiden i Rumänien präglades av skadeproblem och Gussev gick mållös från alla tolv matcher han medverkade i.

### 2012: Permanent hemflytt
Till säsongen av Meistriliiga 2012 skrev Gussev på ett ettårskontrakt med sin tidigare klubb Trans Narva.

#### Avstängning
Våren 2013 valde det estniska fotbollsförbundet att stänga av Gussev, tre av hans lagkamrater i Trans Narva, och ytterligare fyra elitspelare, på grund av matchfixning. Avstängningen gällde att alla estniska fotbollstävlingar under ett år. Fifa beslutade sedan att uppgradera förbudet till att gälla tävlingar i alla länder. Så småningom förlängdes Gussevs avstängning till 1 mars 2015.
Blott en vecka efter att spelförbudet hävts, 8 mars 2015, debuterade Gussev för Kiviõli Irbis i Esiliiga, han spelade matchens samtliga 90 minuter mot Nõmme Kalju II. Målmässigt blev det en bra säsong för Gussev då han gjorde 16 mål för klubben. På våren spelade han också en halvlek för Kohtla-Järve JK Järve i Esiliiga B, tredjedivisionen.

#### Maardu Linnameeskond
Gussev spelar för Maardu Linnameeskond. Han anslöt till klubben 2016, då de spelade i Esiliiga.
De första tre säsongerna gjorde Gussev 112 mål på 98 matcher. 2017 utsågs han till Esiliigas bäste spelare. Gussev var särskilt tongivande då Maardu 2018, för första gången, kvalificerade sig för spel i högstadivisionen. Under säsongen gjorde Gussev 43 mål och röstades på nytt fram till ligans mest värdefulle spelare. Klubbens vistelste i toppen av seriesystemet blev ettårig efter att de stod sist i tabellen när säsongen spelats färdigt.
Den 21 november 2021 gjorde Gussev sitt lags enda mål i säsongens sista match, ett 1-1-möte med Tallinna Kalev. Resultatet innebar att klubben kvalificerade sig för spel i högstadivisionen Meistriliiga under 2022. Av ekonomiska skäl tvingades klubben tacka nej till platsen och har 2022 istället börjat om i fjärdedivisionen II liiga. Gussev spelar dock fortsatt för klubben under 2022.

## Meriter

### Lag
- Vinnare av Meistriliiga 1 gång: Med Levadia Tallinn 2009
- Vinnare av Esiliiga 2 gånger: Med Maardu Linnameeskond 2018 och 2021

### Individuellt
- Skytteligavinnare i Meistriliiga 1 gång: 2009
- Skytteligavinnare i Esiliiga 3 gånger: 2017, 2018, 2021
- Årets spelare i Esiliiga 2 gånger: 2017[25], 2018[26]